# 阿不来提·阿不都热西提
阿不來提·阿不都熱西提（維吾爾語：ئابلەت ئابدۇرىشىت‎，拉丁维文：Ablet Abdurishit，1942年3月—），維吾爾族，新疆伊寧人，中国共产黨、中华人民共和国政治人物，原副国级领导人。大學學歷，高級工程師。中国人民政治协商会议第十届、第十一届全国委员会副主席。中共第十五、十六、十七屆中央委員。

## 生平
1960年7月加入中國共產黨。畢業于新疆工學院機電系電氣專業。1965年9月參加工作。
1965年至1983年任新疆維吾爾自治區建築勘察設計院技術員、工程師、副院長。1983年至1991年任新疆維吾爾自治區計委副主任、黨組成員、黨組書記。1991年至1993年任新疆維吾爾自治區人民政府副主席。1993年至1994年任中共新疆維吾爾自治區黨委副書記、自治區政府代主席。1994年至2003年任新疆維吾爾自治區主席。2003年1月至5月任新疆維吾爾自治區人大常委會主任。2003年3月，在第十届全国政协一次會議上當選為全國政協副主席；并于2008年3月连任。
2003年11月，在中国非洲人民友好协会第四届理事会上当选中非友协会长。2011年11月28日，在中国非洲人民友好协会第五届理事会上连任。2019年11月25日，不再会长一职，继续担任第六届理事会成员。2018年9月4日，应邀出席第六届中国—亚欧博览会。
2018年10月30日，同其他63名离退休老同志组成调研组，来到和田地区参观调研职业技能教育培训中心。
2021年，出席庆祝中国共产党成立100周年大会。